# Posejdon z Artemizjon
Posejdon z Artemizjon znany też jako Zeus z Artemizjon – nazwa starożytnej greckiej rzeźby mężczyzny znalezionej w Morzu Egejskim niedaleko przylądka Artemizjon w 1927 roku, pochodzącej z wczesnego okresu klasycznego.
Posąg przedstawia nagiego brodatego mężczyznę w dojrzałym wieku. Stoi on w szerokim rozkroku. Głowa zwrócona w stronę wyciągniętej przed siebie lewej ręki. Prawa ręka odchylona do tyłu. Mężczyzna trzymał w niej niezachowany przedmiot. 
Posąg jest wykonany z brązu. Mierzy 2,09 m wysokości. Brwi i usta inkrustowane były miedzią. Oczy, pierwotnie zapewne wykonane ze szkła, wstawiono osobno. Datuje się go na lata ok. 460-450 p.n.e. Obecnie eksponowany jest w Narodowym Muzeum Archeologicznym w Atenach.
Wśród historyków sztuki i archeologów trwa debata, kogo przedstawia posąg. Najczęściej wyobrażony mężczyzna utożsamiany jest z Posejdonem, ale niektórzy (np. John Boardman) przychylają się do opinii, że jest to Zeus. W literaturze spotyka się też unikanie imienia boga w obliczu niemożliwości ostatecznego rozstrzygnięcia, kim był. Kwestia zostałaby rozwiązana, gdyby było wiadomo, co mężczyzna trzymał w prawej ręce, gdyż prawdopodobnie był to jego atrybut: trójząb wskazywałby na posąg Posejdona, a piorun – na Zeusa. Pewną wskazówką, że chodzi o Posejdona jest moneta italskiego miasta Posejdonia, gdzie ukazano Posejdona w bardzo podobnej pozie zamierzającego się do rzutu trójzębem.
Nieznany jest autor rzeźby, chociaż część badaczy przypisuje ją Kalamisowi. 

## Literatura
- John Boardman, Sztuka grecka, tłum. M.Burdajewicz, wyd. Via, 1999, s. 139, 140, 142
- Ewdoksia Papuci-Władyka, Sztuka starożytnej Grecji, wyd. PWN, 2001, s. 200-201